# Pedro Amaral
Pedro Miguel Gaspar Amaral (sinh ngày 25 tháng 8 năm 1997) là một cầu thủ bóng đá người Bồ Đào Nha thi đấu ở vị trí hậu vệ cho Benfica B ở LigaPro.

## Sự nghiệp câu lạc bộ
Sinh ra ở Sintra, Amaral khởi đầu sự nghiệp tại câu lạc bộ địa phương Lourel, trước khi gia nhập hệ thống trẻ của S.L. Benfica năm 2017. Anh ra mắt chuyên nghiệp cho đội dự bị của Benfica, với vai trò dự bị, trong thắng lợi 2–1 trên sân nhà trước Académico de Viseu ở LigaPro, vào ngày 11 tháng 9 năm 2016.